# Les Parfaits
Les Parfaits est une série télévisée québécoise en 24 épisodes de 45 minutes scénarisée par Guy Fournier et diffusée entre le 18 septembre 2001 et le 30 avril 2002 sur le réseau TVA.

## Synopsis
Josette Labelle, Luc Lebeau ainsi que leurs enfants Ève et Adam forment une famille parfaite. Dans leur bungalow de Lévis, les Labelle/Lebeau sont confrontés, au même titre que nous tous, aux difficultés de la vie, mais ils parviennent toujours à trouver une solution ou à tirer profit de ces difficultés. Ils sont entourés de gens moins parfaits qu'eux, bien entendu, mais qu'ils acceptent de bon cœur.

## Fiche technique
- Scénarisation : Guy Fournier
- Réalisation : Roger Legault
- Société de production : JPL Production

## Distribution
- René Simard : Luc Lebeau
- Valérie Gagné : Josette Labelle
- Alexandre Compagna : Adam Labelle-Lebeau
- Rose-Marie Houde : Ève Labelle-Lebeau
- Raymond Bouchard : Henri Labelle
- Anne-Marie Cadieux : Marianne Bellavance
- Patrice Coquereau : Hubert Lebon
- Martine Francke : Suzanne Labelle
- Rita Lafontaine : Étiennette Labelle
- Marcel Leboeuf : Marcel Manseau
- Michel Perron : Bouddha
- Pierrette Robitaille : Simone Lebeau
- Janine Sutto : Yvette Langlois
- Michel Houde : Ed Legris
- Pierre Laporte : annonceur-télé
- Hélène Major : Mme Gagnon
- Thai-Hoa Le : Van Anh
- Manon Caillé : Voix de l'animatrice radio

## Commentaires
Cette comédie a été classée, d'après les journalistes, comme l'un des pires échecs télé de la décennie.